# Industry Museum
L'Industry Museum est un petit musée américain à Harpers Ferry, dans le comté de Jefferson, en Virginie-Occidentale. Situé dans le McCabe-Marmion Building, un bâtiment de Shenandoah Street protégé au sein de l'Harpers Ferry National Historical Park, il est géré par le National Park Service. Il présente des équipements industriels du passé.